# Ríta Abatzí
Ríta Abatzí (en grec moderne : Ρίτα Αμπατζή) est une chanteuse grecque, romaniote et smyrniote, de rebetiko, de musique grecque traditionnelle d'Asie mineure, née en 1914 à Smyrne et décédée le 17 juin 1969 à Aigáleo, dans l'agglomération d'Athènes.
Sa carrière a débuté en Grèce au début des années 1930, notamment dans les milieux ouvriers et parmi les réfugiés d'Asie mineure. Elle a chanté des rebétika, des smyrnéika et des chansons populaires. Elle est avec Róza Eskenázy l'interprète la plus importante du style de Smyrne des débuts du rebetiko.
Elle a travaillé avec les plus fameux musiciens de ces genres, notamment Panayótis Toúndas, Vangélis Papázoglou (el), Kóstas Skarvélis (en), Iákovos Montanáris, Spýros Peristéris, Dimítrios Sémsis, Márkos Vamvakáris et Vassílis Tsitsánis.
Sa carrière a pris fin avec la Seconde Guerre mondiale : elle n'a plus rien enregistré par la suite.
Sa sœur Sofía Karívali était aussi chanteuse.